# 2025年新加坡大选
2025年新加坡大選（英語：2025 Singaporean general election）于2025年5月3日举行，此次選舉選出來自33個選區的97名國會議員。這是新加坡自1948年以來第19次舉行大選，也是自1965年獨立後的第14次。值得一提的是，這是自2001年以來，第一次不是由李顯龍領導行動黨參選，因為黃循財已在2024年5月15日接任總理，並在同年12月4日出任黨的秘書長。行動黨自獨立以來，每次選舉都拿下了國會絕大多數席次。
新加坡第十四屆國會於2025年4月15日宣告解散，提名日訂於4月23日，而投票日則定於5月3日（星期六），這也是自2011年以來首次將大選投票安排於週六舉行，並為自2016年起首次於星期六舉行的選舉。此次選舉亦出現罕見的自動當選局面，馬林百列-布萊德嶺集選區只有人民行動當參選而自動當選，為2011年以來首次。此外，本次大選亦出現1997年以來首見的四方混戰，並首次於集選區——淡濱尼——出現四方角逐的歷史場景，自1992年以來實屬首次。
本屆選舉共有211位候選人角逐其位，其中包括兩名獨立參選人，分別出戰蒙巴登及拉丁馬士單選區，刷新1963年馬來西亞聯邦新加坡州立法議會選舉以來，候選人數的歷史，超越了原有的210人紀錄。此外，此次共有五個選區，共計17個議席，呈現出激烈的多方競爭態勢，分別為：宏茂橋集選區、三巴旺集選區、波东巴西单选区、拉丁馬士單選區，以及前述的淡濱尼集選區，為1991年以來之最。

## 背景

### 上屆國會
2020年新加坡大選於7月10日舉行，投票率達95.81%，為歷來最高之一。
- 人民行動黨（以下簡稱行動黨）得票率為61.23%，較上屆下降8.63個百分點，創下自2011年以來最低紀錄，但仍取得83個議席，繼續執政。儘管如此，本次選舉被視為自獨立以來最激烈的一次競爭。行動黨在所有選區中僅失守兩個集選區與一個單選區，仍保住西海岸集選區，但勝選差距為全國最小；[9][10]得票率最高則是在鄰近的裕廊集選區。[11]
- 工人黨得票率為11.22%，共獲10席，雖得票率比上屆下降，但卻創下自1966年以來反對黨在國會中的最高席次。該黨成功攻下新設立的盛港集選區，並保住原有的阿裕尼集選區與后港單選區。由職總秘書長（英语：National Trades Union Congress）兼總理府部長黃志明領軍的盛港行動黨團隊敗選，黃本人亦因此被視為本次選舉中最具代表性的政治失利者。[12]
- 新加坡前進黨（以下簡稱前進黨）首次參選，得票率為10.18%，雖未贏得任何議席，但在西海岸集選區的競爭尤為激烈，幾乎突破行動黨防線，成為得票率第三高的政黨，最後根據非選區議員制度，進步黨獲得兩個席位，並且首次進入國會。
- 其他政黨如新加坡民主黨（以下簡稱民主黨）、人民之聲（英语：Peoples Voice (Singapore)）等，雖參與選舉，但未能獲得議席。

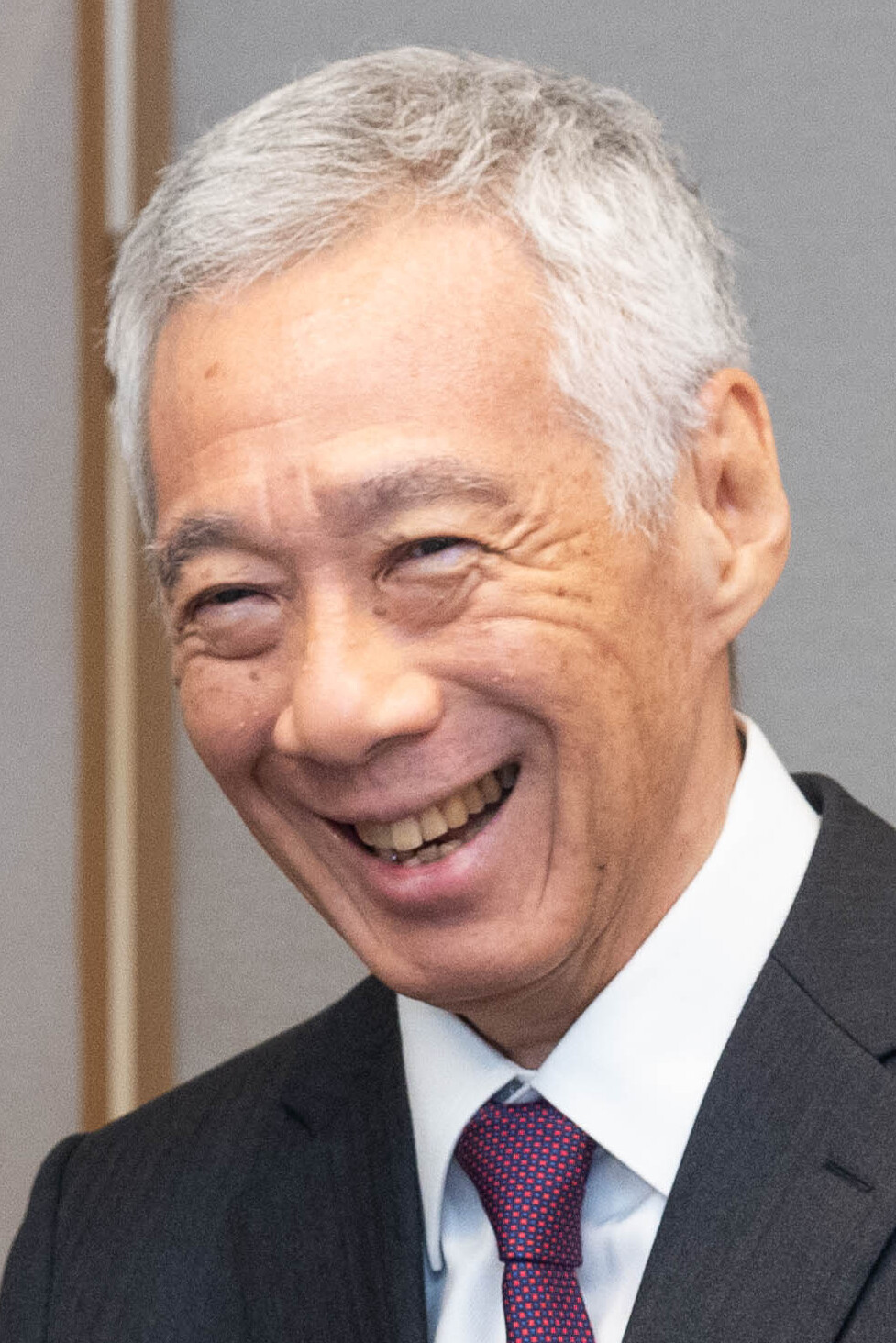
新加坡总理李顯龍，2004年至2024年在任。

選後李顯龍繼續擔任總理，並於2024年5月15日將職位交棒給時任副總理黃循財，完成領導層交接。
同時，選出的新加坡第十四屆國會任期長達四年八個月，為新加坡歷史上僅次於第八屆國會的第二長屆期。此外，其會期總數也創歷屆新高，達162次，超越前一屆國會的135次，顯示其立法工作之密集與頻繁。

### 人民行動黨

#### 領導層變更

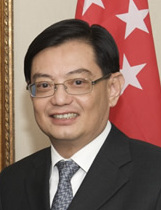
時任副總理兼行動黨主席王瑞傑。

2018年11月，執政黨行動黨任命王瑞傑為黨內第一助理秘書長。《海峽時報》隨後推測，隨著王瑞傑的任命，他將成為李顯龍的接班人，出任下一任總理。
在2020年的黨內選舉中，王瑞傑繼續留任行動黨中執委，而黃循財則首次當選為中執委成員。
然而2021年4月，王瑞傑以年事已高及健康考量為由，辭去行動黨第四代領導團隊的領導職務。《海峽時報》的分析指出，王瑞傑退位可能與行動黨在前一屆大選中表現較弱有關，當時該黨僅取得61.24%的得票率，反映選民對其領導力或許缺乏信心。
另一方面，亞洲新聞台的分析師則認為，選後王瑞傑在第四代領導層中仍具備一定支持，並指出他的退位可能是「個人決定」。
2022年4月14日的一場黨團會議中，財政部長黃循財在與第四代領導團隊其他部長協商後，被推舉為第四代領導團隊的領導人。同年6月13日，黃循財在內閣改組後被任命為副總理，並接掌隸屬於總理公署的策略小組。
2023年11月5日，李顯龍表示，他將於2024年、即行動黨成立70週年前，將黨的領導權交棒給黃循財。
2024年4月15日，李顯龍宣布，黃循財將於5月15日接任總理一職。

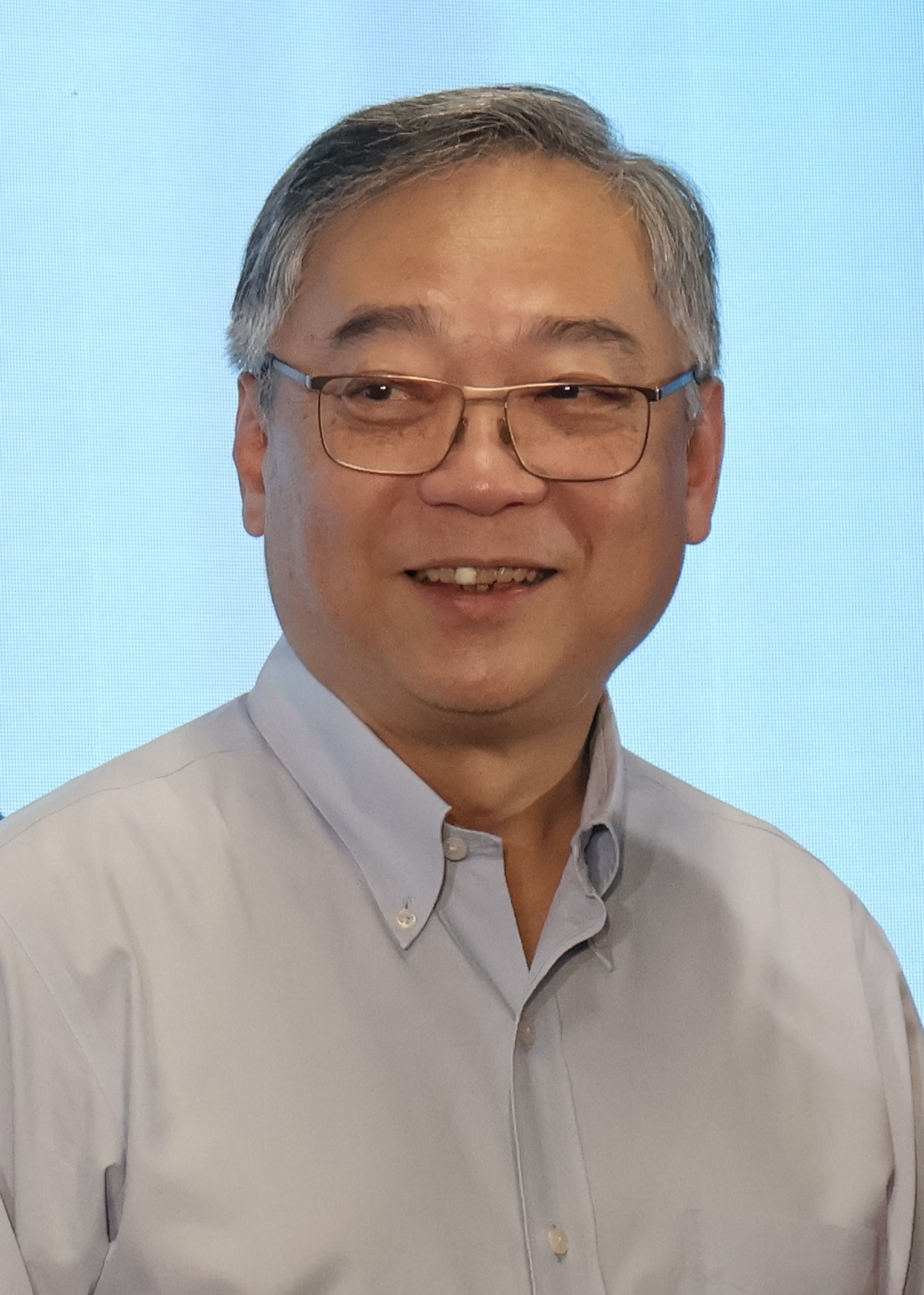
現任副總理顏金勇。

在黃循財組建的新內閣中，贸工部长顏金勇被晉升為副總理，李顯龍則出任資政；黃循財表示，大規模的內閣調整將留待下一屆大選之後進行。

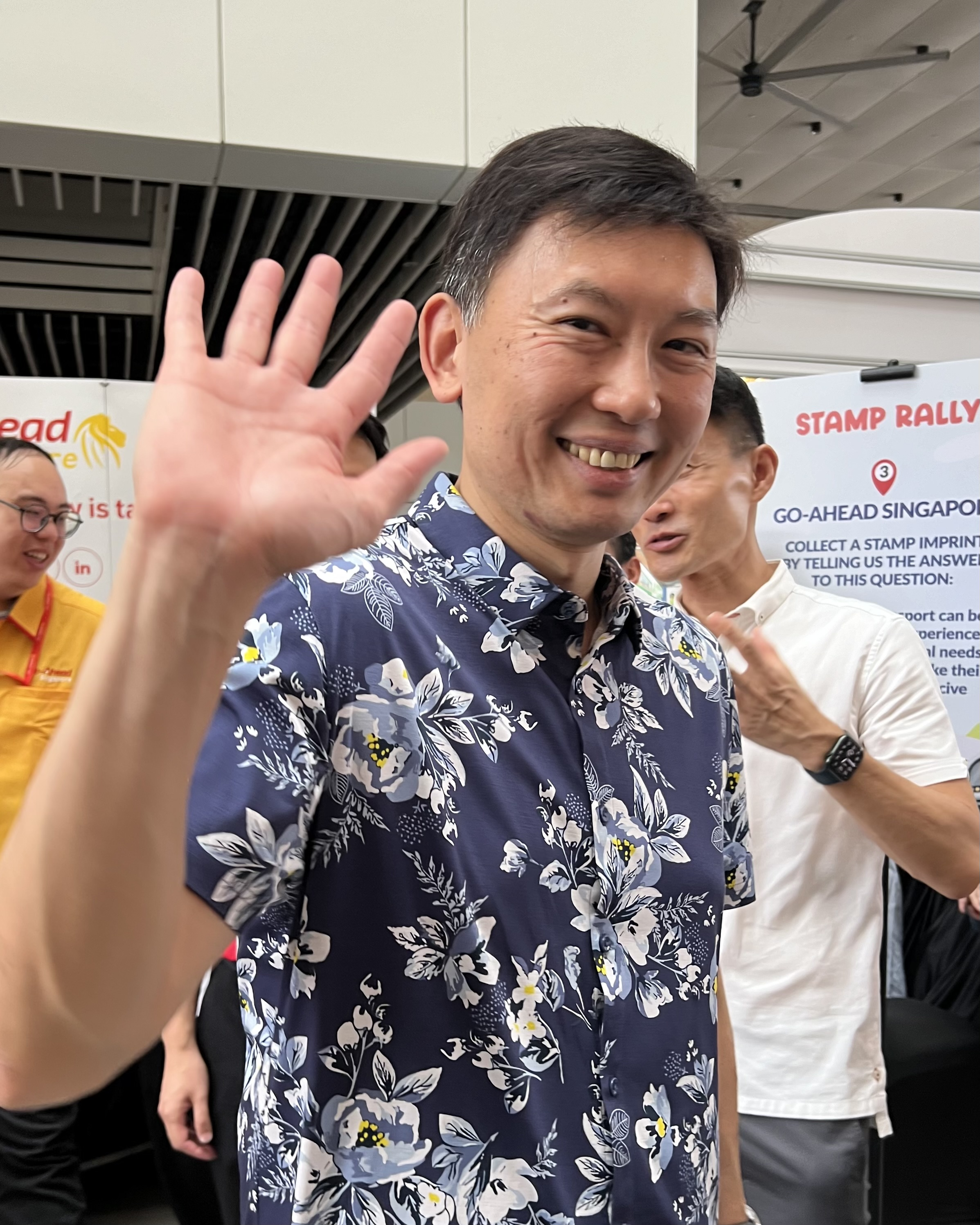
時任交通部長徐芳達。

同年11月24日，在慶祝成立70週年的人民行動黨兩年一度大會上，李顯龍卸下秘書長職務，但保留中執委席位。顏金勇則退出中執委，交通部長徐芳達則首次被補選進入中執委。稍後的12月4日，黃循財當選為行動黨秘書長。

#### 爭議

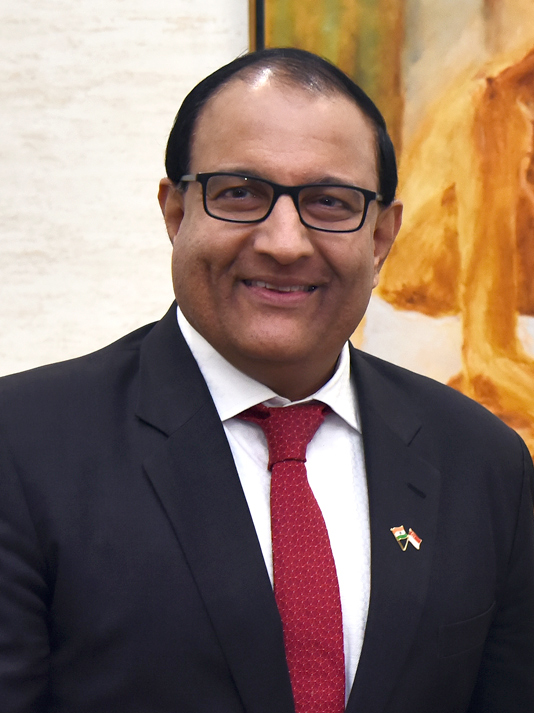
前交通部長易華仁

2023年7月12日，前交通部長易華仁被貪污調查局（CPIB）傳召，協助一項未具體說明的貪污調查。在聽取貪污調查局簡報後，李顯龍總理指示易華仁立即休假直至調查結束，隨後暫停其國會議員職務；徐芳達則被任命為代交通部長。
2023年7月15日，有消息揭露，易華仁早在7月11日已因調查被逮捕，並獲准保釋。調查範圍也擴大至億萬富商王明星，他亦於同一時間被捕。
根據負責公共服務事務的陳振聲部長在國會的答覆，新加坡貪污調查局已於2024年1月9日完成對易華仁的調查，並將案件移交總檢察署處理。
約一週後，面對檢方提控，易華仁宣布辭去內閣職務、西海岸集選區國會議員及行動黨黨員身份。隔日他更致函表明，將返還自2023年7月貪污調查局開始調查以來所領取的薪資。
2024年1月18日，易華仁在國家法院面臨27項指控，包括貪污及妨礙司法公正，成為自1986年鄭章遠事件以來，首位因貪污遭起訴的內閣成員。儘管他否認所有指控，此案仍引發多家國際媒體關注。
其後交通部長一職由徐芳達接任，貿易關係事務部長則由傅海燕接棒。易華仁最終於9月24日承認5項罪名，並於10月3日被判處12個月徒刑。
2023年7月17日，新加坡國會議長陳川仁與國會議員鍾麗慧因涉及不當行為及個人操守問題，雙雙辭去國會議員職務並退出行動黨。兩人被揭發有婚外情關係，而陳川仁已婚並育有家庭。李顯龍在回應他們的辭職信時表示，兩人辭職是「必要之舉」，以維護行動黨長年來堅守的高標準操守與行為準則。2023年8月2日，謝健平接任國會議長一職。
2024年10月，全國職工總會擬以新幣22億元出售旗下的保險機構——英康保險給予安聯保險，此舉引發社會爭議，最終在政府介入後交易被取消。同月，國會也通過一項修正《保險法》的法案，規定當保險公司為合作社或與合作社有關聯時，金融管理局在審核相關申請時，須考慮文化、社區及青年部的意見。

### 工人黨

#### 領導層變更

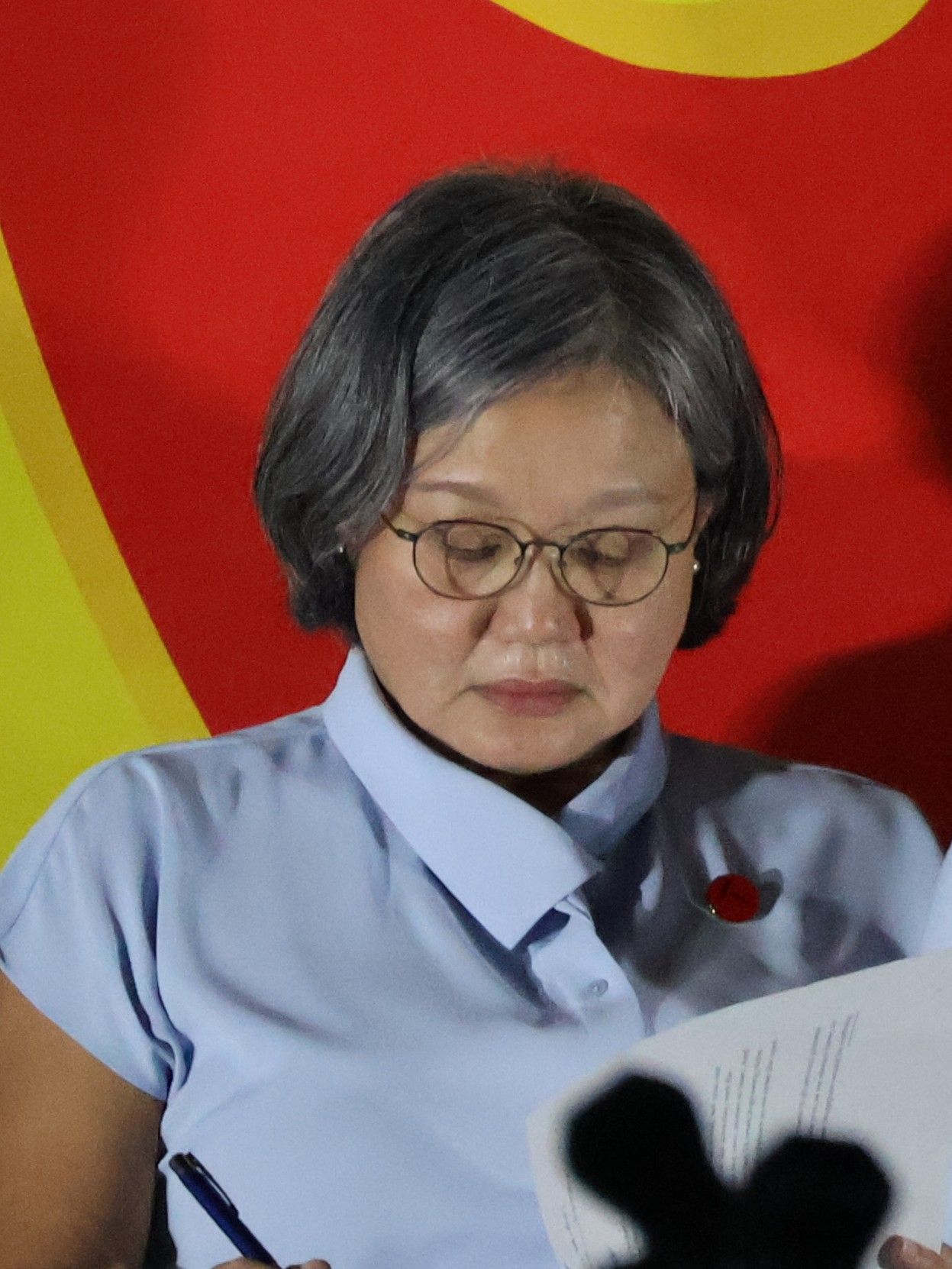
現任工人黨主席林瑞蓮。

2020年大選結束後，工人黨將盛港集選區四位新當選的國會議員選入中央執行委員會。秘書長畢丹星與主席林瑞蓮皆在無對手情況下連任。政府亦正式任命畢丹星為新加坡首位具官方認可的反對黨領袖，理由為政府獲得明確的授權，同時也希望鼓勵不同聲音的發展。
前後港單選區國會議員方榮發於2022年退出中央執行委員會。

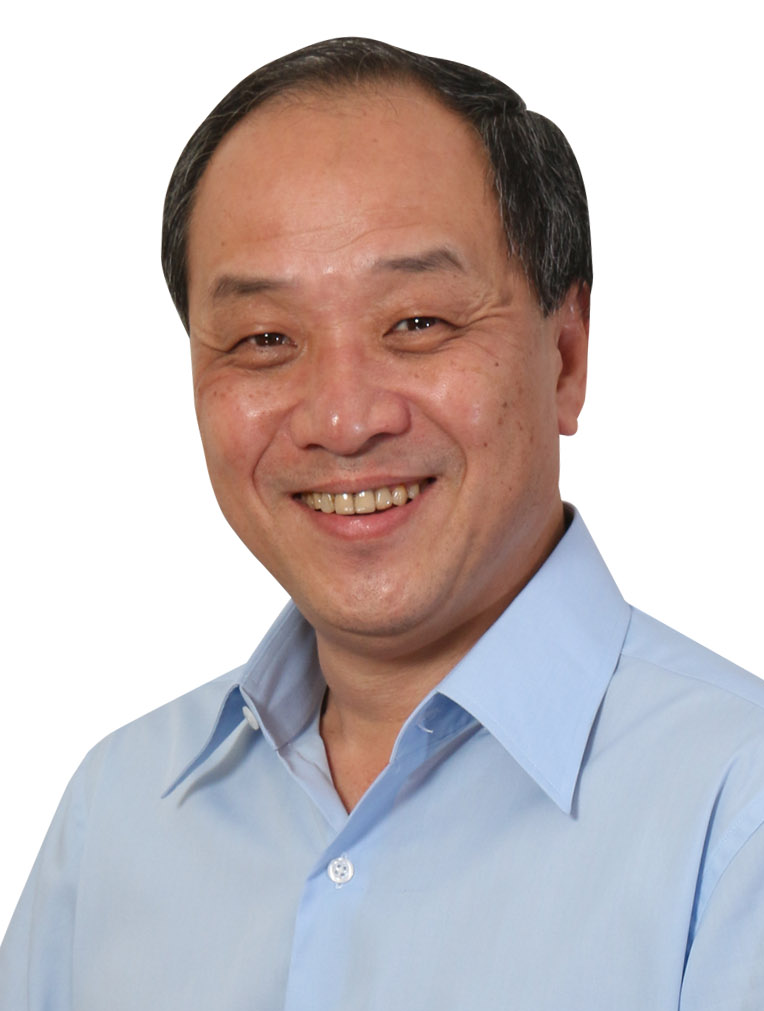
前工人黨秘書長劉程強。

截至2024年6月30日最近一次成員變動，前秘書長劉程強仍保留中央委員職位，畢丹星與林瑞蓮亦繼續留任。新成員則包括洪文耀、許納森與陳恭順。此外，前榜鵝東單選區國會議員李麗連在缺席三年後於同日重返中央執行委員會；她當時正在盛港市鎮理事會擔任市鎮理事。

#### 爭議
針對工人黨領導層的宏茂橋-後港與盛港市鎮理事會案件，自2012年起展開審理，原指控其作為市鎮理事會成員時未盡職責。該案最終在2024年7月成功上訴，法院判決有利於工人黨。雖然高等法院曾裁定工人黨國會議員、市鎮理事會成員及FMSS業主違反職責，但上訴庭推翻原判，並裁定由工人黨獲得訴訟費用，而市鎮理事會對損害賠償及訴訟費用的申請則被撤銷。
在2024年6月27日對全國市鎮理事會的最新評估中，宏茂橋-后港與盛港市鎮理事會（與其他15個市鎮理事會一同）在管理績效上有顯著進步。

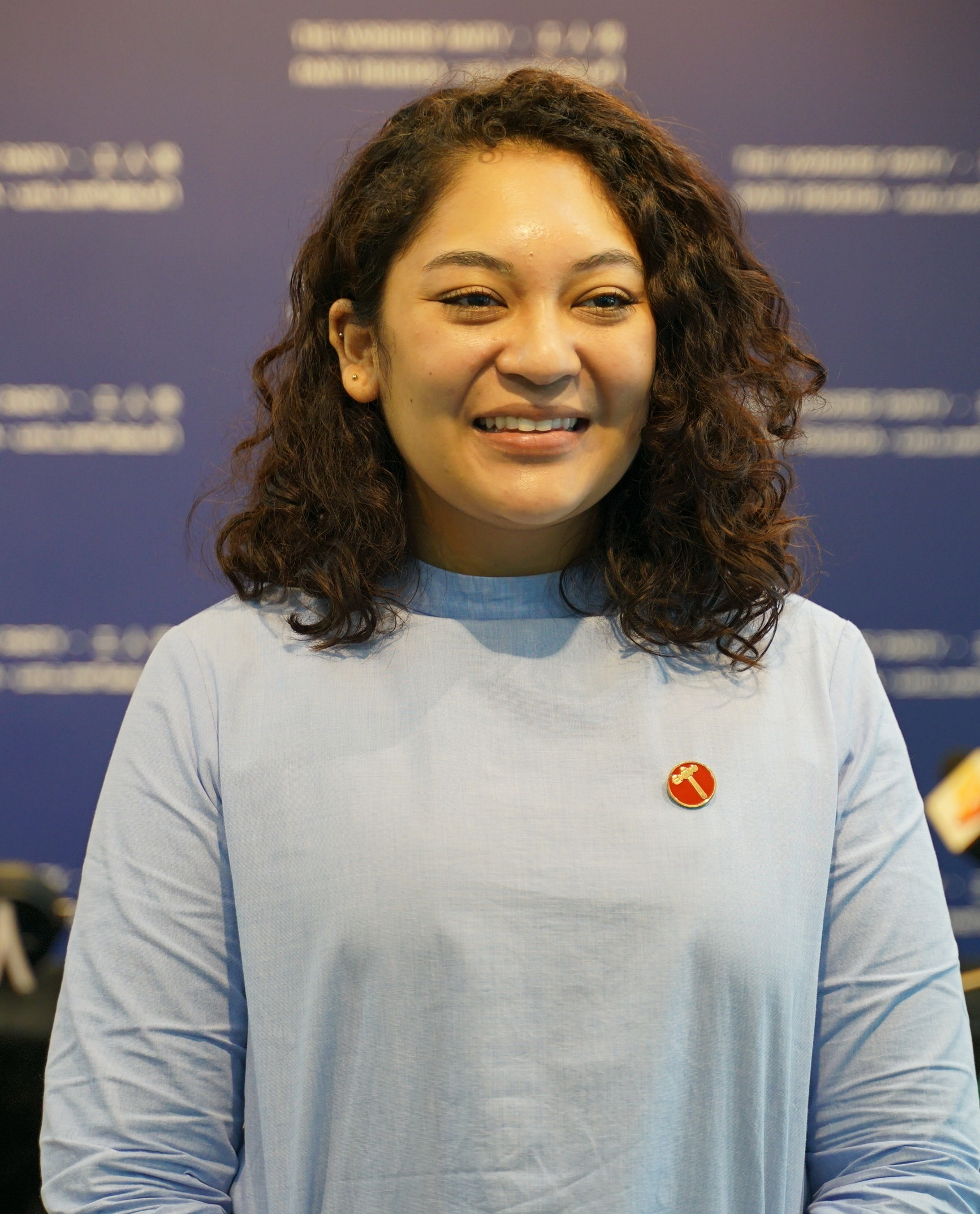
前國會議員辣玉莎

2021年11月30日，辣玉莎承認她曾三度在國會中提出無根據的指控。在國會特權委員會對她進行調查後，國會將秘書長畢丹星與副主席莫哈默·费沙移交給檢察官處理，指他們可能蓄意誤導國會。警方後來提醒费沙應熟悉國會議員應有的行為準則，而畢丹星則因涉嫌在國會中作偽證而被檢控。此外2023年6月工人黨開除前中委兼非選區議員吴佩松，原因是他在臉書上質疑辣玉莎辭職一事，並批評黨領導層「縱容違規行為」。
2024年11月8日，畢丹星的審訊結束，最終他承認觸犯《國會（特權、豁免與權力）法令》下的兩項偽造國會委員會證詞罪。法院於2025年2月17日作出裁決，對每項罪名分別處以最高新幣7,000元罰款。他已就判決提出上訴。由於這些罪名分別計算，並未導致他被禁止參加選舉。
2023年7月19日，一段顯示貝理安與青年團主席佘雪玲涉婚外情的影片在網路上引發熱議。隨後兩人均辭去黨內職位。雖然貝理安曾於2025年1月出現在與前進黨的合作場合，但他目前居住於紐約市，推測將不會參與來屆選舉。前進黨也已澄清，貝理安並未加入該黨。

### 新加坡前進黨

#### 領導層變更

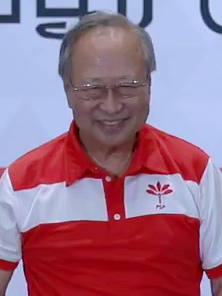
時任前進黨主席陳清木

2020年大選後，前進黨的副秘書長梁文輝與時任副主席潘群勤被李顯龍總理任命為非選區國會議員。黨內也進行重組，成立政策研究團隊、青年與婦女組織。2024年前進黨主席陳清木透露自己尚未退出政壇，並仍持續在該黨過去表現最亮眼的選區-西海岸集選區展開活動。然而前進黨未說明進一步策略，僅稱會在選舉臨近時公布消息。有分析人士預測，前進黨可能會在新加坡西部大多數選區派出候選人參選。

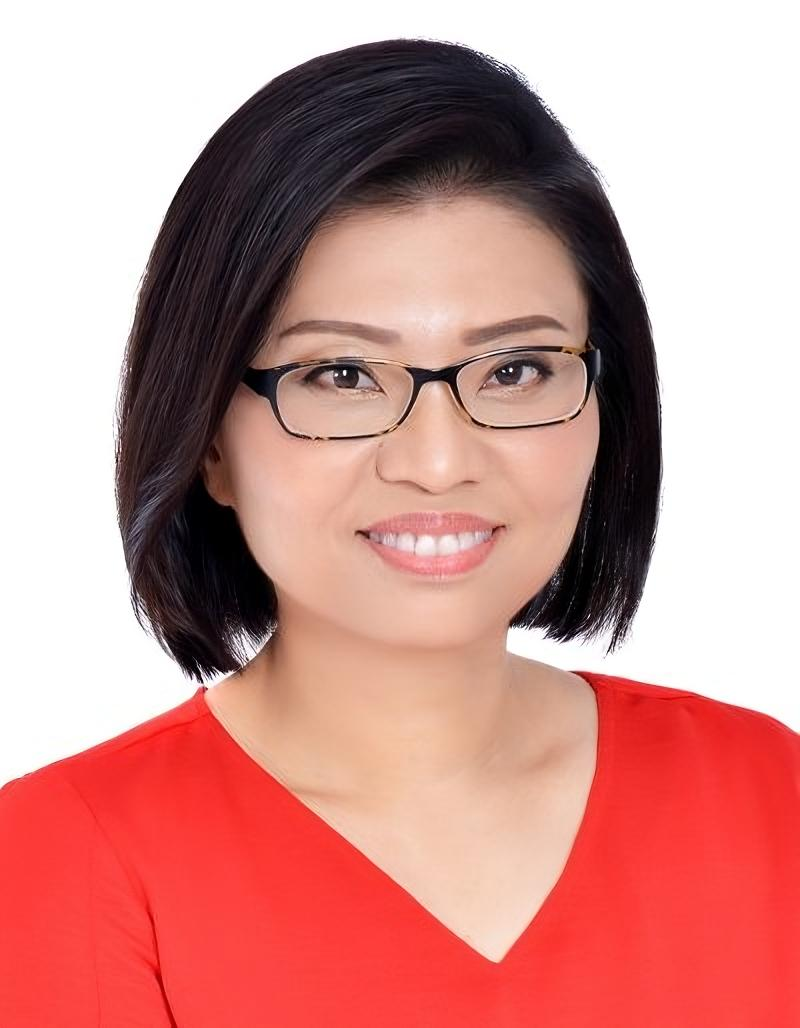
時任非選區國會議員潘群勤

2021年4月3日，陳清木將秘書長職位交由阮健平接任，結束外界對其是否遭黨內壓力要求退位的猜測。2023年3月26日阮健平因工作相關事務辭去該職。同年4月4日梁文輝擔任秘書長，直到2024年2月20日，因一則關於西海岸一對老年夫婦接受財政援助的貼文違反反假新聞法，進而辭職。2024年2月23日，潘群勤接替該職務。
2025年3月20日，前進黨選出新一屆中央執委會，新增六名成員，同時原委員陳清木、潘群勤和梁文輝繼續留任，不過當時未公布秘書長與主席的人選。3月26日，離職已有一年多的梁文輝回任秘書長。
陳添錦博士（Dr. Felix Tan Thiam Kim，音譯）等分析人士認為，秘書長的交接不太可能動搖前進黨的基本盤，並指出中央執委會由黨員信賴的核心成員組成，即便有反假新聞法爭議導致的交棒事件，整體形象仍然穩固。不過國大副教授莊嘉穎則提醒，該黨在兩次選舉之間歷經四度領導人更替，這難免引發對其穩定性的關注，儘管如此，他也肯定領導層所展現的執著與承擔。

#### 爭議
2024年5月13日，身兼精神科診所醫師的前進黨副秘書長洪永元，因在2012年開立藥物給一名病患時未依照專業指引，被判三項專業失當罪名成立，該名病患最終不幸身亡。黨內未對洪立即採取任何處分，僅表明尊重法院的裁定。2025年2月5日，前進黨證實洪永元將不參加來屆大選，亦不會參選3月20日舉行的中央執行委員會成員選舉。
2025年2月8日，因內政部长尚穆根在國會指控梁文輝涉及種族敏感問題，陳清木出面重申黨對多元種族主義的堅持。相關爭議與梁文輝於2月5日在臉書上發表的貼文有關。而梁文輝在3月7日在以非選區議員身份書面質詢輸入外地勞工及國人失業問題時，被人力部長陳詩龍在國會議事廳中，罕見地使用廣東話恥笑申斥。

### 選舉日期
依據《新加坡憲法》第65(4)條，國會自首次召開會議起，其任期最長為五年，屆滿後將自動解散。不過，在取得國會多數議員支持的情況下，總理可向總統建議提前解散國會。國會一旦解散，須於三個月內舉行全國大選。

#### 日期安排
2024年3月8日，新加坡選舉局宣布已有5萬名公務員被委任為選舉官員。隨著黃循財於2024年5月就任總理，《南華早報》推測，大選最早可能於同年9月舉行；過往選舉多在3月或9月的學校假期期間舉行。吳作棟於1990年11月上任後，亦在10個月後，即1991年8月，舉行任內首次大選；而其繼任者李顯龍，則在2004年8月上任後，於兩年後的2006年5月舉行首次大選。然而新加坡管理大學副教授陳慶文認為，若在9月舉行大選，對於黃循財而言將顯得「過於倉促」，他認為更可能會待2025年財政預算案公布後再舉行大選。若選舉延至2025年，亦將與新加坡建國60週年國慶慶典相呼應。
李顯龍於2024年4月宣布將於5月卸任總理後，亞洲新聞台推測，國會大選可能於同年年底舉行。然而黃循財同年11月表示，選區劃分檢討委員會尚未成立。隨著該委員會於2025年1月成立，《海峽時報》訪問的多位政治觀察家認為，大選可能在2025年4月或5月、即預算案通過之後舉行。由於7月緊鄰新加坡建國60週年國慶慶典，因此被認為不是合適的時機。

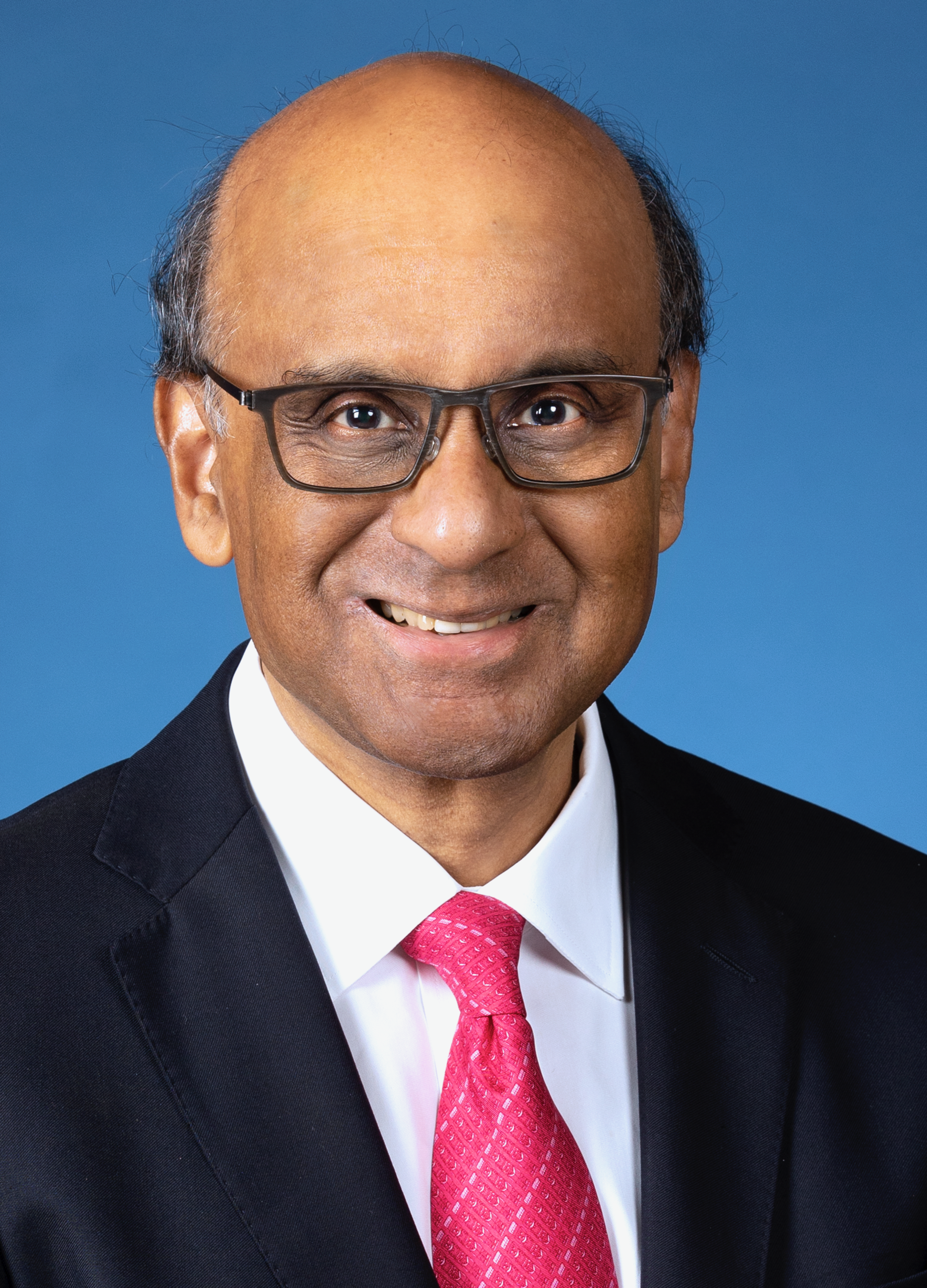
現任總統尚達曼

最後黃循財向總統尚達曼建議提前解散國會。國會也隨後於2025年4月15日解散，尚達曼也宣告國會將於2025年5月3日（星期六）舉行大選。

## 選舉制度
新加坡國會選舉包括單選區與集選區兩種選區。單選區採取簡單多數決，選出一位國會議員；而集選區則由選民對政黨名單投票，產生四至五位議員。為確保族群多元代表性，每組集選區候選人中，須至少包含一名來自馬來族、印度族或其他少數族群。參選人必須同屬一個政黨，或以獨立候選人小組身份參選。投票年齡定為21歲，由隸屬總理公署的選舉局負責選務工作。
本屆大選的選舉官由新加坡民航局總署長韓國元擔任，這是他首次出任此一職位。他於2024年4月1日正式接替前任選舉官陳明銳，後者曾在上一屆全國大選中擔任同樣職務。

### 選民登記冊
選舉局發表聲明指出，《選民登記冊》將於2025年更新，並將在預期選舉日前數月封閉以進行修訂。因此，欲參與2025年選舉的公民，須於2025年3月1日當日年滿21歲方可具投票資格。《選民登記冊》最新一次的核定日期為2024年7月21日，當時選民人數為2,715,187人。選民名冊曾於2月15日至28日開放供公眾查閱，並於3月24日進行更新，選民總數增至2,758,095人。截至2025年4月18日，共有18,389人登記為海外選民，其中8,630人在10個海外投票站親自投票，另有9,759人選擇透過郵寄投票——此方式首次於2023年新加坡總統選舉中實施。

### 其餘憲法變化
選舉局聯同內政部及數碼發展及新聞部進行相關修訂。根據公告，候選人的外籍或永久居民家屬，在參與選舉活動時，將不再需要由候選人（或其選舉代理人）簽署書面授權，但直接涉足政治活動，如拉票，仍被禁止；此規定亦適用於16歲以下的未成年人。此外選舉局於2024年5月31日宣布，由總理任命的主選舉官將擁有權限，指示個人及社交媒體平台下架違反選舉規定的網上選舉廣告，以確保選舉的公平與有序進行。
另外選舉局2024年10月15日宣布，因應後勤限制及反應不一，首度於2023年總統選舉中推行的療養院特別投票安排將不再延續。此外原本將選舉競選經費上限設為每名選民新幣4元，但為因應通貨膨脹，選舉局於2025年3月27日宣布，將每個選區每名選民的競選經費上限調高至新幣5元。
在選舉令發出後，選舉局宣布競選期間將禁止使用深度偽造技術，如經數位操控、誤導公眾對候選人言論或行為的網路內容與廣告。這項規定是在前總統哈莉瑪·雅各布的深偽影片於同日網上流傳後制定的。
同時在競選活動正式開始前，任何新設置的橫幅、旗幟與海報均被禁止，僅有永久性地標用途或在選舉令發布前已存在於選區內的裝飾（如市鎮理事會的橫幅）可獲例外。若有違規，翔鷹輔警有權主動移除。

### 选区划分
新加坡選舉劃界檢討委員會於2025年1月22日召開，負責在選舉前檢討並更新全國選區劃分。委員會於3月11日發布報告，建議設立18個集選區及15個單選區。下屆國會的民選議席將增至97席。此次變動主要是因應各選區選民人數增長不均的情況，其中以新加坡東部和西部地區的變化最為顯著。
根據報告，新增的六個單選區分別是裕廊中、三巴旺西、武吉甘柏、惹蘭加由、女皇鎮和淡濱尼尚育。相對地，現有的五個單選區——武吉巴督、豐加北、麥波申、榜鵝西和裕華——則被納入鄰近的集選區。而武吉班让、后港、瑪麗蒙和先驅四個單選區的劃分則沒有任何變動。
新加坡東部與西部多個集選區進行了重組。裕廊集選區被拆分為新設立的裕廊東-武吉巴督集選區及西海岸-裕廊西集選區。原本的西海岸集選區亦更名為西海岸-裕廊西集選區。東部方面，白沙-榜鵝集選區被拆分為白沙-樟宜集選區與榜鵝集選區。馬林百列集選區則因併入麥波申，以及波東巴西和蒙巴登部分地區，更名為馬林百列-布萊德嶺集選區。至於碧山-大巴窯、惹蘭勿剎、馬西嶺-油池、義順和盛港集選區，邊界則維持不變。
调整结果如下：
|            | 2020      | 2025      |
| ---------- | --------- | --------- |
| 席次       | 93        | 97        |
| 選區       | 31        | 33        |
| 集選區     | 17        | 18        |
| 四人集選區 | 6         | 8         |
| 五人集選區 | 11        | 10        |
| 單選區     | 14        | 15        |
| 選民人數   | 2,651,435 | 2,753,226 |

| 选区              | 议席数 | 选民数  |
| ----------------- | ------ | ------- |
| 宏茂桥            | 5      | 161,235 |
| 西海岸-裕廊西     | 5      | 158,581 |
| 義順              | 5      | 151,634 |
| 东海岸            | 5      | 150,691 |
| 淡滨尼            | 5      | 147,904 |
| 阿裕尼            | 5      | 144,032 |
| 裕廊东-武吉巴督   | 5      | 142,510 |
| 丹戎巴葛          | 5      | 139,688 |
| 三巴旺            | 5      | 133,919 |
| 馬林百列-布萊德嶺 | 5      | 131,493 |
| 盛港              | 4      | 126,641 |
| 榜鵝              | 4      | 123,557 |
| 荷蘭-武吉知馬     | 4      | 122,891 |
| 馬西嶺-油池       | 4      | 119,352 |
| 惹蘭勿剎          | 4      | 106,102 |
| 白沙-樟宜         | 4      | 100,639 |
| 碧山-大巴窯       | 4      | 98,505  |
| 蔡厝港            | 4      | 93,368  |
| 武吉班让          | 1      | 33,566  |
| 波东巴西          | 1      | 30,897  |
| 裕廊中            | 1      | 29,620  |
| 惹蘭加由          | 1      | 29,565  |
| 后港              | 1      | 29,433  |
| 女皇鎮            | 1      | 28,857  |
| 武吉甘柏          | 1      | 26,364  |
| 拉丁马士          | 1      | 25,497  |
| 杨厝港            | 1      | 25,368  |
| 先驅              | 1      | 25,166  |
| 三巴旺西          | 1      | 24,153  |
| 淡濱尼尚育        | 1      | 23,802  |
| 瑪麗蒙            | 1      | 23,219  |
| 蒙巴登            | 1      | 22,754  |
| 哥本峇鲁          | 1      | 22,223  |

新加坡政府已接受此次選區調整。而前進黨表示，「欣慰選區檢討委員會比2020年時更進一步揭示了其決策背後的考量」，但該黨同時認為，「即使考量到人口變動，檢討委員會仍可避免對主要選區邊界進行如此劇烈的變動」。
民主黨則對「裕華單選區和武吉巴督單選區」消失一事表示失望，這兩個選區原本是該黨計劃參選之地，並批評選區重新劃分過程「缺乏透明度」。
同樣工人黨秘書長畢丹星於3月25日透過臉書發文，形容這次調整是「史上最激烈的選區重劃之一」，並指出，不透明的機構容易引發分歧，且認為政治制度的改革空間仍然很大。

## 政黨和候選人
主要參選政黨與選前席次如下：
| 政黨 | 政黨         | 黨魁   | 意識型態                | 政治立場 | 得票率 (%) | 席次     | 席次       | 席次     | 地位                    |
| 政黨 | 政黨         | 黨魁   | 意識型態                | 政治立場 | 得票率 (%) | 上屆結果 | 非選區席次 | 選前席次 | 地位                    |
| ---- | ------------ | ------ | ----------------------- | -------- | ---------- | -------- | ---------- | -------- | ----------------------- |
|      | 人民行動黨   | 黃循財 | 保守主義 公民民族主義   | 中間偏右 | 61.23%     | 83 / 93  | 政府       | 79 / 95  | 執政黨                  |
|      | 工人黨       | 畢丹星 | 社會民主主義 議會民主制 | 中間偏左 | 11.22%     | 10 / 93  | 0 / 2      | 8 / 95   | 在野黨                  |
|      | 新加坡前進黨 | 梁文輝 | 進步主義 社會自由主義   | 中間偏左 | 10.18%     | 0 / 93   | 2 / 2      | 2 / 95   | 在野黨 (只有非選區議員) |
|      | 缺額         | 不適用 | 不適用                  | 不適用   | 不適用     | 不適用   | 不適用     | 6 / 95   | 不適用                  |

根據2016年修訂後的新加坡憲法，國會中反對聲音的代表性獲得制度性保障，規定最少需有12名反對黨議員。這些席位包括正式當選的反對黨國會議員，及從表現最佳的落選反對黨候選人中選出的「非選區議員」。目前的國會組成中，工人黨成功贏得10個選區席次，另有前進黨的2名代表以非選區議員身份入議，合共12席，恰為最低門檻。

### 提名和主要候選人

#### 人民行動黨
在2024年9月1日舉行的行動黨婦女組大會上，黃循財承諾，將在即將到來的大選中推出更多女性候選人。
預計在本屆國會屆滿前，行動黨將陸續公布參選人選，其中包括三個（原四個）空缺席次的接班人、三位將競逐反對黨選區的新成員，以及至少一位在潛在搖擺選區出戰的候選人。

#### 工人黨
分析人士認為，工人黨可能會在即將到來的選舉中挑戰約30個選區，主要集中於新加坡東部，例如白沙-樟宜及淡濱尼集選區。值得注意的是，這兩個選區包含了過去屬於靜山與友諾士集選區的選區，該黨曾於1990年代在這些區域經歷過激烈競爭但最終落敗。此外該黨也被認為可能再次在中部地區發起挑戰，例如上一次在2015年參選的惹蘭勿剎集選區。
前秘書長劉程強曾於上一屆選舉因傷退選，當時他堅持表示將持續參與政治事務，儘管他認為自行提名參選會是「倒退的一步」。2024年12月7日，劉程強透過Instagram正式宣布退休，終結外界對他是否重返政壇的揣測。此前的11月18日，工人黨已聘請數家專業機構，協助篩選候選人並進行性格評估，以期在來屆選舉中更好地代表新加坡人民。

#### 新加坡前進黨
2024年11月，陳清木宣布有意參選這屆大選，並指出前進黨將積極促進在野政黨之間的合作。到了2月23日，陳清木正式宣布將參選西海岸—裕廊西集選區，並指出該選區幅員遼闊，未來可能進行重新劃界。
2025年3月20日，前進黨表示將競選蔡厝港、西海岸-裕廊西等選區，但尚未透露候選人。4月20日確認，梁文輝與其他兩位成員將再度角逐西海岸-裕廊西集選區。

### 提名日
提名日为2025年4月23日，每位候选人均需提交提名文件，并支付选举保证金13,500新元（与2020年选举为相同数额）。
提名中心如以下：
| 学校             | 参与选区                                                              |
| ---------------- | --------------------------------------------------------------------- |
| 明智小学         | 女皇镇单选区、拉丁马士单选区、丹戎巴葛集选区                          |
| 崇福学校         | 三巴旺西单选区、义顺集选区、三巴旺集选区                              |
| 德义中学         | 惹兰加由单选区、哥本峇鲁单选区、杨厝港单选区、宏茂桥集选区            |
| 裕廊先驱初级学院 | 武吉甘柏单选区、蔡厝港集選區、马西岭-油池集选区                       |
| 光华学校         | 蒙巴登单选区、波东巴西单选区、惹兰勿刹集选区、马林百列-布莱德岭集选区 |
| 美以美女校       | 武吉班让单选区、玛丽蒙单选区、碧山-大巴窑集选区、荷兰-武吉知马集选区  |
| 南华中学         | 裕廊中单选区、先驱单选区、裕廊东-武吉巴督集选区、西海岸-裕廊西集选区  |
| 培青学校         | 后港单选区、淡滨尼尚育单选区、阿裕尼集选区、淡滨尼集选区              |
| 尤索夫依萨中学   | 东海岸集选区、白沙-樟宜集选区、榜鹅集选区、盛港集选区                 |

与之前的选举一样，如果候选人未能获得至少有八分之一（12.5%）的有效选票（基于有争议的选区），他们将失去选举保证金。

## 时间线
| 日期                  | 事件                                                   |
| --------------------- | ------------------------------------------------------ |
| 2024年5月20日         | 选民登记册修订公布                                     |
| 2024年7月21日         | 2024年选民登记册认证                                   |
| 2025年1月22日         | 召集选区范围检讨委员会（EBRC）；宣布重新修订选民登记册 |
| 2025年3月11日         | 选区范围检讨委员会报告公布                             |
| 2025年3月24日         | 2025年选民登记册认证                                   |
| 2025年4月15日         | 第14届国会解散，颁布选举令状                           |
| 2025年4月19日         | 政治捐款证书申请截止                                   |
| 2025年4月23日         | 提名日                                                 |
| 2025年4月23日－5月1日 | 竞选期                                                 |
| 2025年4月25日         | 第一轮政党竞选广播                                     |
| 2025年5月1日          | 第二轮政党竞选广播                                     |
| 2025年5月2日          | 冷静日                                                 |
| 2025年5月3日          | 投票日                                                 |
| 2025年5月13日         | 邮寄选票接收截止                                       |

## 選舉議題
Blackbox Research在2025年1月透過其平台「SensingSG」進行的調查發現，新加坡選民最關心生活成本議題。其他受關注的議題包括就業與住房，而較高收入者則關注民主與公民權利。
報告指出，89.6%的受訪者更重視地方治理品質，88%重視候選人的個人素質，87.8%則認為基礎建設與服務是投票考量的重要因素。與其他國家的情況不同，Blackbox預測，新加坡的大選不會受個人魅力政治主導。
八萬（Bhavan Jaipragas）表示，除了生活成本和公共住房等日常問題外，反對黨若能正視地緣政治發展，如川普政府可能帶來的貿易關稅衝擊，也可能為其爭取更多選民。法新社和日經亞洲則分析指出，美國關稅政策導致的經濟不穩將成為新加坡選民的重要考量因素之一。他也援引李光耀2009年的談話，提醒選民珍惜新加坡的主權與國際地位。南華早報則指出，多數選民或仍以國內問題為投票核心。亞洲新聞台的分析認為，行動黨傳統上於危機中訴諸安全與穩定的策略，在當前選民越發多元且質疑官方說法的背景下，可能不再奏效。
南華早報的張弢補充，選民更可能期待國會呈現多元聲音。反對派也主張透過議會多元促進團結，並批評政府透過危機敘事進行恐嚇。整體而言，專家們認為建立信任、展現誠意與有效溝通政策，將決定政黨在選戰中的成敗。
根據新傳媒分析，東海岸、馬林百列-布萊德嶺、盛港與西海岸—裕廊西被視為2025年大選的選情關鍵區域。共同特徵為：居民普遍擔憂生活成本、就業安全與房價可負擔性。東海岸在上屆選舉中由行動黨以些微差距勝出，當地長者照護與基礎設施老化問題引發關注，私人地產擁有者則要求政府針對地契政策提供更大透明度。
馬林百列-布萊德嶺方面，移民與教育政策問題成為選民關切，尤其在前議長陳川仁的私生活事件影響選民情感之際，該區選情變化備受矚目。工人黨控制的盛港則顯現全國議題比地方議題更具影響力。至於曾由前進黨主席陳清木挑戰、2020年差距極小的西海岸—裕廊西，民眾對社區基礎建設與交通需求尤為關注。分析認為，若易華仁案進一步發展，或將進一步動搖該區選情。
在選區邊界重劃後，亞洲新聞台所做的一項調查顯示，大多數位於重新劃分選區的居民，例如東海岸、馬林百列-布萊德嶺，以及西海岸—裕廊西等地，對此變動普遍持冷淡態度。然而東海岸與馬林百列-布萊德嶺的部分居民則質疑重劃的合理性。政治分析人士指出，選區改動使在野黨面臨更大挑戰。
根據海峽時報的分析人士穆斯塔法·伊茲丁與陳添錦（同上，音譯）等人的看法，西部新設集選區的劃分，似乎有利於鞏固行動黨的支持基礎。
此外分析人士也指出，東海岸選區因納入如如切一帶教育程度較高、中產階級為主的選民，預期競爭將更為激烈。這些選民可能更重視政治多元與對國會權力的制衡。
陳添錦亦在另一個訪問指出，新成立的榜鵝集選區內的年輕選民，可能對投票趨勢產生影響。而海峽時報則預測，該選區將出現行動黨與工人黨之間的一場激烈交鋒。
然而張弢認為，多數選民仍會將焦點放在全國性議題、政黨表現及候選人素質，而非僅僅著眼於選區劃分的改變。

## 竞选過程

### 政党论政
提名程序结束后，新传媒邀请提名候选人数最多的五个政党人民行动党、工人党、红点同心党、人民改革联盟以及新加坡前进党各别派出代表参与两场政党辩论，分别以英语和华语进行。英语版于2025年4月27日晚上8点在亚洲新闻台和CNA938电台直播，晚上10点在5频道重播；华语版于2025年4月29日晚上9点在8频道和958城市频道电台直播。
| 语言 | 主持人 | 客座学者               | 参与政党（发言顺序） | 参与政党（发言顺序） | 参与政党（发言顺序） | 参与政党（发言顺序） | 参与政党（发言顺序） |
| 语言 | 主持人 | 客座学者               | 人民改革联盟         | 新加坡前进党         | 红点同心党           | 工人党               | 人民行动党           |
| ---- | ------ | ---------------------- | -------------------- | -------------------- | -------------------- | -------------------- | -------------------- |
| 英语 | 奥代莉 | 廖振扬、潘韵芬、何伟伦 | 林鼎                 | 陈芬妮               | 拉维                 | 唐光伟               | 徐芳达               |
| 华语 | 董素华 | 林义明                 | 方爱民               | 潘群勤               | 冯行全               | 蒋佩姗               | 沈颖                 |

### 政党竞选广播
新传媒于2025年4月25日和5月1日播出两轮预录政党竞选广播，每轮四场，分别以英语、华语、马来语和淡米尔语进行。规则与之前的大选大致相同，即派出6名或以上候选人的政党有资格参与政党竞选广播，政党广播顺序以派出的候选人数顺序排列（最少到最多），广播时间也依据派出的候选人数作出分配。这次大选，有资格参与竞选广播的政党共有8个，并且所有场次广播皆附对应语言字幕，两轮英语广播亦附手语翻译。
在第二轮淡米尔语广播中，人民改革联盟和新加坡前进党的广播顺序对调，原因不明，但这两党派出的候选人数相同，不违反规则。

#### 广播平台
| 语言     | 时间                                      | 电视频道/电台/网络媒体                                                        |
| -------- | ----------------------------------------- | ----------------------------------------------------------------------------- |
| 英语     | 晚上8点                                   | 5频道、CNA938、Gold 905、Class 95                                             |
| 英语     | 晚上9点                                   | 亚洲新闻台、亚洲新闻台官网、亚洲新闻台YouTube频道                             |
| 华语     | 晚上8点                                   | 8频道、958城市频道、8视界官网、8视界YouTube频道、8视界Facebook专页、8视界抖音 |
| 华语     | 晚上11点45分（第一轮） 晚上10点（第二轮） | U频道                                                                         |
| 马来语   | 晚上8点30分                               | 朝阳频道（Suria）、Warna 942                                                  |
| 淡米尔语 | 晚上9点                                   | 春天频道（Vasantham）、Oli 968                                                |

#### 各政党广播时间分配
| 广播时间 （分钟，每个语言） | 参与政党（广播顺序） | 参与政党（广播顺序） | 参与政党（广播顺序） | 参与政党（广播顺序） | 参与政党（广播顺序） | 参与政党（广播顺序） | 参与政党（广播顺序） | 参与政党（广播顺序） |
| 广播时间 （分钟，每个语言） | 国民团结党           | 人民力量党           | 新加坡民主党         | 人民改革联盟         | 新加坡前进党         | 红点同心党           | 工人党               | 人民行动党           |
| --------------------------- | -------------------- | -------------------- | -------------------- | -------------------- | -------------------- | -------------------- | -------------------- | -------------------- |
| 广播时间 （分钟，每个语言） | 4                    | 4                    | 4                    | 5                    | 5                    | 5                    | 6                    | 14                   |

##### 第一轮（2025年4月25日）各政党代表
| 语言     | 参与政党（广播顺序） | 参与政党（广播顺序） | 参与政党（广播顺序） | 参与政党（广播顺序） | 参与政党（广播顺序） | 参与政党（广播顺序） | 参与政党（广播顺序） | 参与政党（广播顺序） |
| 语言     | 国民团结党           | 人民力量党           | 新加坡民主党         | 人民改革联盟         | 新加坡前进党         | 红点同心党           | 工人党               | 人民行动党           |
| -------- | -------------------- | -------------------- | -------------------- | -------------------- | -------------------- | -------------------- | -------------------- | -------------------- |
| 英语     | 冯展良               | 胜利                 | 陈威儒               | 林鼎                 | 陈清木               | 拉维                 | 毕丹星               | 黄循财               |
| 华语     | 彭伟杰               | 吴明盛               | 林文兴               | 赵善光               | 陈芬妮               | 冯行全               | 蔡庆威               | 陈振声               |
| 马来语   | 利兹旺               | 艾巴·哈伦            | 祖菲里               | 萨瑞娜               | 阿巴斯               | 莉雅娜               | 莫哈默费沙           | 拉哈尤·玛赞          |
| 淡米尔语 | 未派代表参与         | 未派代表参与         | 阿瑞芬               | 维妮                 | 纳拉                 | 哈理斯               | 维巴黎               | 贺明                 |

##### 第二轮（2025年5月1日）各政党代表
| 语言     | 参与政党（广播顺序） | 参与政党（广播顺序） | 参与政党（广播顺序） | 参与政党（广播顺序） | 参与政党（广播顺序） | 参与政党（广播顺序） | 参与政党（广播顺序） | 参与政党（广播顺序） |
| 语言     | 国民团结党           | 人民力量党           | 新加坡民主党         | 人民改革联盟         | 新加坡前进党         | 红点同心党           | 工人党               | 人民行动党           |
| -------- | -------------------- | -------------------- | -------------------- | -------------------- | -------------------- | -------------------- | -------------------- | -------------------- |
| 英语     | 李威                 | 达迪乌斯             | 淡马亚               | 林鼎                 | 梁文辉               | 拉维                 | 林瑞莲               | 黄循财               |
| 华语     | 谢汶潒               | 沈均庭               | 卓金炎               | 韩慧慧               | 潘群勤               | 林怡慧               | 陈立峰               | 王乙康               |
| 马来语   | 雅哲                 | 艾巴·哈伦            | 达曼胡理             | 萨瑞娜               | 乐吉                 | 莉雅娜               | 艾莉雅               | 何礼娜               |
|          |                      |                      |                      |                      |                      |                      |                      |                      |
| 语言     | 参与政党（广播顺序） | 参与政党（广播顺序） | 参与政党（广播顺序） | 参与政党（广播顺序） | 参与政党（广播顺序） | 参与政党（广播顺序） | 参与政党（广播顺序） | 参与政党（广播顺序） |
| 语言     | 国民团结党           | 人民力量党           | 新加坡民主党         | 新加坡前进党         | 人民改革联盟         | 红点同心党           | 工人党               | 人民行动党           |
| 淡米尔语 | 未派代表参与         | 未派代表参与         | 阿瑞芬               | 纳拉                 | 马哈布巴查           | 沙拉德               | 维巴黎               | 迪内希               |

### 选区竞选广播
2020年新加坡大选因2019冠状病毒病新加坡疫情而推出的选区竞选广播，不在本次大选沿用。

## 選舉結果

### 選區結果一覽
| 政党   | 人民行动党                                                                 | 工人党                                                                                   |
| 政党   |                                                                            |                                                                                          |
| 主席   | 王瑞杰                                                                     | 林瑞蓮                                                                                   |
| 主席   | Alan Ang and Heng Swee Keat (Deputy Prime Minister of Singapore, 2025).jpg | (SGP-Singapore) Sylvia Lim at Worker's Party GE2025 Rally at Sengkang GRC 2025-04-24.jpg |
| 秘書長 | 黃循財                                                                     | 毕丹星                                                                                   |
| 秘書長 | Lawrence Wong in 2024 (cropped).jpg                                        | Pritam Singh Singapore 4 (cropped).jpg                                                   |
| 选票   | 1,564,770                                                                  | 357,763                                                                                  |
| 选票   | 65.57%                                                                     | 14.99%                                                                                   |
| 席位   | 87 (87.88%)                                                                | 12 (12.12%)                                                                              |
| 席位   | 87 / 99                                                                    | 12 / 99                                                                                  |

### 選後議席
| ↓      |        |  |
| 87     | 12     |  |
| 行動黨 | 工人黨 |  |

### 政黨席次一覽
政黨席次率
政黨得票率
| 國會席次                                               |                    |           |         |        |          |         |    |  |  |  |  |  |
| 政黨                                                   |                    |           |         |        |          |         |    |  |  |  |  |  |
| 得票                                                   | 得票               | 得票      | 席次    | 席次   | 席次     |         |    |  |  |  |  |  |
| 得票數                                                 | %                  | 增減      | 席次    | %      | 席次增減 |         |    |  |  |  |  |  |
|                                                        | 人民行動黨         | 1,564,770 | 65.57%  | ▲4.34% | 87       | 87.88%  | ▲4 |  |  |  |  |  |
|                                                        | 工人黨             | 357,763   | 14.99%  | ▲3.77% | 12       | 12.12%  | ▲2 |  |  |  |  |  |
|                                                        | 新加坡前進黨       | 116,607   | 4.89%   | ▼5.29% | 0        | 0%      | ▼2 |  |  |  |  |  |
|                                                        | 其餘政黨           | 334,867   | 14.55%  | ▲3.91% | 0        | 0%      | ━  |  |  |  |  |  |
|                                                        | 無黨籍             | 12,445    | 0.52%   | ▲0.49% | 0        | 0%      | ━  |  |  |  |  |  |
| 總共                                                   | 總共               | 2,386,452 | 100.00% |        | 99       | 100.00% |    |  |  |  |  |  |
|                                                        |                    |           |         |        |          |         |    |  |  |  |  |  |
| 有效票數                                               | 有效票數           | 2,386,452 | 96.16%  |        |          |         |    |  |  |  |  |  |
| 無效及空白票數                                         | 無效及空白票數     | 42,829    | 1.76%   |        |          |         |    |  |  |  |  |  |
| 總票數                                                 | 總票數             | 2,429,281 | 100.00% |        |          |         |    |  |  |  |  |  |
| 已登記選民／投票率                                     | 已登記選民／投票率 | 2,627,026 | 92.47%  |        |          |         |    |  |  |  |  |  |
| 資料來源: https://www.eld.gov.sg/finalresults2025.html |                    |           |         |        |          |         |    |  |  |  |  |  |

| \| 得票率 \| 得票率 \| 得票率 \| 得票率 \| 得票率 \| \| ---------- \| ---------- \| ------ \| ------ \| ------ \| \| \| \| \| \| \| \| 人民行動黨 \| 人民行動黨 \| \| 65.57% \| 65.57% \| \| 工人黨 \| 工人黨 \| \| 14.99% \| 14.99% \| \| 其他 \| 其他 \| \| 19.44% \| 19.44% \| |            |  |        |        |
| 得票率 |            |  |        |        |
| |            |  |        |        |
| 人民行動黨 | 人民行動黨 |  | 65.57% | 65.57% |
| 工人黨 | 工人黨     |  | 14.99% | 14.99% |
| 其他 | 其他       |  | 19.44% | 19.44% |

| \| 國會席次 \| 國會席次 \| 國會席次 \| 國會席次 \| 國會席次 \| \| ---------- \| ---------- \| -------- \| -------- \| -------- \| \| \| \| \| \| \| \| 人民行動黨 \| 人民行動黨 \| \| 87.88% \| 87.88% \| \| 工人黨 \| 工人黨 \| \| 12.12% \| 12.12% \| |            |  |        |        |
| 國會席次 |            |  |        |        |
| |            |  |        |        |
| 人民行動黨 | 人民行動黨 |  | 87.88% | 87.88% |
| 工人黨 | 工人黨     |  | 12.12% | 12.12% |

## 選後分析
2,627,026名已登記選民中，共計投出2,429,281票，其中42,829張廢票。投票率為92.47%，為近年來選舉中較低的一次，略低於2011年選舉的93.18%。

### 人民行動黨
現任總理黃循財領導的人民行動黨在此次選舉中取得壓倒性勝利， 獲得65.57%的選票，較2020年上屆大選的61.23%上升4.34個百分點， 贏得97個國會席次中的87席， 比上屆增加4席， 進一步鞏固其在國會的絕對多數地位。
此外自2001年以來首次有三個選區的得票率突破80%，其中女皇鎮單選區表現得票率高達81.12%，行動黨也奪下了全部新設立的選區，不過在淡濱尼集選區，行動黨的得票率下降至52%。
這是黃循財自2024年接替李顯龍成為總理後首次領導大選，而且是第一位在交棒後首次領軍大選就成功提升政黨整體得票率的總理，創下歷史紀錄。
《海峽時報》的分析人士將人民行動黨的壓倒性勝利形容為「避險性選擇」。此外，《海峽時報》和亞洲新聞台的多位分析師認為，選舉結果顯示選民對黃循財領導團隊的「強烈授權」。新加坡管理大學教授陳尤金指出，行動黨的總得票率上升，顛覆了領導交接期間得票率通常下滑的慣例。政治學者瓦利德·朱姆布拉特·阿卜杜拉則認為，亮眼的選舉成績讓黃循財在組建內閣方面擁有相當大的自主空間，其他評論人士也認為，行動黨的領導交接已經「全面完成」。
許多分析人士對行動黨也在選舉中大獲全勝發表評論，指出選民展現出「尋求穩定」的傾向，呼應了總理黃循財對「強而有力的授權」的呼籲。另有觀點認為，此次勝選成功打破領導層交接期間行動黨得票率下滑的慣例。分析人士亦指出，選舉結果顯示，新加坡未來政治發展可能朝向兩黨制。
選後調查機構YouGov的民調顯示，大多數新加坡選民對本次選舉結果感到滿意。然而，在Z世代選民中，支持人民行動黨勝選的人數不到一半。調查亦指出，僅有37%的Z世代受訪者對新政府的未來感到樂觀。

### 工人黨
另一方面，工人黨繼續擔任主要反對黨，不僅保住10個國會席次，還新增兩名非選區議員，創下該黨自成立以來的最好成績，進一步鞏固其反對黨龍頭的地位。
從全國得票率來看，工人黨獲得約15%的選票，較上屆增加3.77個百分點；儘管在其所參選選區中的得票占比略微下降0.42%，但他們仍在連續第二屆選舉中於參選選區擊敗人民行動黨，取得多數選民支持。
針對工人黨的表現，分析意見有所分歧。新加坡國立大學教授莊嘉穎指出，工人黨在原有選區的得票率有所上升，而政策研究所研究員張愷祺則指出，該黨在所有新挑戰選區的得票率均突破40%，這些都被視為工人黨有所進展的跡象。
不過，前人民行動黨議員殷吉星則認為，儘管工人黨派出實力堅強的候選人，但資源過於分散，最終未能攻下另一個集選區。
根據《路透社》報導，多位分析人士認為，工人黨已逐漸成為對抗人民行動黨長期執政地位的主要挑戰者。副教授麥可·巴爾稱讚該黨展現出紀律性強的選戰策略，並具備吸引優秀候選人及累積選舉經驗的能力。然而，柯慧貞指出，儘管工人黨表現優於其他反對黨，但距離真正撼動人民行動黨的地位仍有相當距離，新加坡的政治格局因此更趨近於「一又二分之一黨制」。
《海峽時報》的譚苑筠認為，選舉結果反映選民拒絕準備不足的「蚊型政黨」，而傾向支持如工人黨這類具可信度的反對勢力。她指出，這顯示出選民對政治變革的期望是循序漸進的，並期許反對黨展現更高的專業水準。

### 新加坡前進黨
不少人指出，其他反對黨在此次選舉中遭遇「嚴重挫敗」。其中前進黨不僅失去原本在國會中的兩個非選區議員席位，得票率亦出現下滑，儘管這是該黨創辦人陳清木的最後一場選舉。這引發外界擔憂，該黨或將逐漸淡出政壇。政治分析人士陸浩揚認為，該黨過度依賴陳清木的象徵性領導，潘群勤與梁文輝擔任非選區議員期間的表現，未能在選民間形成有效共鳴。他並質疑，西海岸－裕廊西集選區的選民，尤其是亞逸拉惹一帶的選民，是否已從上一屆選舉中陳清木「英雄式人物」的形象中抽離，以及前進黨是否已為「後陳清木時代」做好充分準備。
新加坡國立大學副教授莊嘉穎指出，網路使用率下降以及實體造勢活動的增加，可能是導致該黨表現退步的因素之一；陳尤金則指出，作為新興政黨，新進黨未能有效傳遞年輕化的形象。而政治觀察員陳慶文則認為，該黨仍屬新興政黨，尚在發展階段。
《海峽時報》記者陳慧珊與陳奕恩的分析則指出，工人黨在選民間的受歡迎程度與其競選活動的優勢，可能對前進黨構成壓力並導致其選情不利。報導亦提到，選民似乎已將上一任期中發生的爭議事件（如易華仁受審及數起婚外情事件）拋諸腦後，使得行動黨得以穩固地盤，甚至在部分選區逆勢取得支持成長。
分析人士指出，前進黨在下屆大選中必須設法保持其政治能見度與相關性，但他們也認為，該黨在吸引年輕人才方面面臨困難。此外，本次僅推出13名候選人，遠少於上屆的24人，也可能是導致其明顯敗選的關鍵因素之一。
觀察人士亦指出，該黨在吸引年輕候選人方面面臨困難，且低估了選民對政策討論的重視。政策研究所學術顧問陳恩赦表示，前進黨的政策雖對部分選民具有吸引力，但對其他人而言則顯得不切實際。此外，觀察人士也認為，該黨領導層的人事變動損及其穩定形象。

### 其餘政黨
民主黨黨魁徐順全在三巴旺西單選區創下該黨歷來最佳成績，獲得46.81%的選票；然而他仍未能進入國會（自1991年以來便致力於此目標），因票數未達非選區議員門檻。他的得票率為落敗候選人中的第三高，僅次於惹蘭加由單選區的工人黨候選人劉德成的48.53%，以及淡濱尼集選區工人黨團隊的47.37%。
觀察人士指出，規模較小的反對黨在選舉期間或可發揮提出特定議題與深耕選區的作用，然而選區邊界的變動可能使資源整合面臨挑戰。為了減少邊界重劃的影響，政黨需在足夠大的範圍內經營，方能維持穩定布局。有觀點認為，若反對黨無法成功協商整合，未來或須考慮合併或組成聯盟，否則可能面臨解散風險。張可琪亦指出，公眾期盼的是一個「忠誠的反對黨」，而非為反對而反對的政黨。她強調，反對黨必須審視自身對選民的價值主張，並評估是否有足夠的支持基礎。
陳清木亦指出，小型反對黨如前進黨正面臨「全面潰敗」的風險，這些政黨正「直視政治邊緣化的深淵」，若不重新審視自身定位，提出對選民具有吸引力的價值主張，將在競爭激烈且破碎的反對黨格局中處於不利地位。
新加坡國立大學講師陳瑞貞亦指出，除了工人黨以外的反對黨將面臨「前所未有的重大挑戰」，若要維持政黨的政治生命，其候選人必須提出能夠呼應選民期望、具有區別性的正面政策主張。政治顧問辛馬林德（Malminderjit Singh）則強調，凡具備良好規劃與資源整合能力的政黨將更具競爭力，並建議前進黨、民主聯盟及民主黨等應進一步擴展規模，提升跨族群的吸引力，並積極招募來自各階層與族群的人才。
根據亞洲新聞台分析人士的觀察，其他反對黨表現不佳的主因包括候選人素質不高、基層組織薄弱及競選訊息不明確。多位專家建議，這些政黨應考慮與較大的反對黨整合或合併，以維持其政治相關性。
陳尤金則補充指出，儘管紅點同心黨此次的表現可視為「有前景的起點」，但若要進一步成長，仍須擴大號召力，並吸納來自不同族群與社會階層的候選人。

## 選後反應

### 人民行動黨
選後總理黃循財在財政部舉行的記者會上表示，選舉結果展現「明確且堅定」的民意授權，讓新加坡更具條件應對未來的不確定性與多元種族議題。他形容此次結果反映出民眾的肯定，但也強調行動黨不會視支持為理所當然，並承諾將更加努力，指出國際社會正密切關注選舉結果。黃循財也對反對黨在關鍵議題上的努力表示肯定。
另一方面，總統尚達曼表示，選舉結果顯示新加坡人「依然團結一致，期盼國家擁有最好的未來」，並指出本地社會未出現如加拿大與澳洲等國那樣的政治不信任或極端對立。
隔日行動黨領袖承諾將團結一致，並從全球風險中汲取教訓，同時透過巡遊活動及已於5月5日（或馬林百列-布萊德嶺集選區團隊於4月28日）恢復的「會見民眾」活動，向居民表達感謝之意。

### 工人黨
工人黨秘書長畢丹星起初婉拒就選舉結果接受媒體訪問。然而在當天下午於阿裕尼集選區的勝選致詞中，他承諾將推動一個更具平衡性的國會，並表示他的團隊會一視同仁地為選區居民服務。
另一方面，惹蘭加由單選區候選人劉宇揚表示，儘管結果「並非我們所期望的」，他仍予以尊重。與此同時，由於未能奪得任何新席次，工人黨支持者普遍感到意外與失望。
儘管工人黨對人民行動黨獲得強而有力的授權表示祝賀，但尚未公布將由哪兩位候選人擔任國會非選區議員。5月5日，余振忠宣布退出政壇，並表示這段從政經歷「值得」，他將繼續留在工人黨內。

### 新加坡前進黨
前進黨秘書長梁文輝形容本次選舉結果「極為震驚」，因為多個選區出現向行動黨和工人黨傾斜的全國性選票波動，導致該黨失去在國會的代表席次。他在武吉知馬購物中心的黨部向媒體表示，「我們需要時間來反思與重整」，以便在下屆選舉中有所提升；他亦表示尊重選民的選擇，但婉拒進一步提問。同樣地，前進黨支持者對敗選結果感到失望，但也肯定了候選人及志工在選戰中付出的努力。選舉樣本統計結果公布後，該黨亦宣布取消原定的記者會。
5月4日，前進黨創始人陳清木向時任國家發展部長李智陞率領的團隊表達祝賀，並感謝選民的支持，表示這份支持「從未被視為理所當然」。5月7日，梁文輝亦透過臉書向李部長致賀，並指出儘管選舉結果令人失望，但這並不代表前進黨的結束。5月10日，陳清木正式宣布退出競選政治，但強調他將繼續留在前進黨，並表示「這個政黨不會就此退場」。7月5日，陳清木正式辭任黨主席一職。

### 其餘政黨
選舉結果公布當晚，民主黨與支持者在教育部體育場等候結果時，徐順全情緒激動，並向媒體表示，如果選舉時間及競選期能夠更長，也許結果「會有所不同」。當媒體詢問他對結果的看法時，他表示這是一場「艱難的戰鬥」，並批評選區劃分檢討委員會的決策，稱此情況對新加坡「並不健康」。不過他也強調，民主黨以及其他反對黨將持續密切合作，並根據每次選舉調整策略。2025年5月18日，徐順全與譚文耀共同發起「橙與青社會企業合作社」，作為針對人民行動黨－全國職工總會聯盟的一項「以人民為本的經濟抗衡力量」。此外，他們亦透過連署倡議選舉制度改革，並成立青年組織，以備戰未來選舉。
5月3日，國民團結黨秘書長黃順祥宣布，該黨未來將採取「更強硬且更具發聲力」的立場，面對其他反對黨的競爭。他坦言，在「反對黨愈發擁擠的政治版圖中」，團結黨的聲音正面臨被邊緣化的風險。黃順祥直言，「反對陣營的團結只是幻想」，並指出團結黨將不再遵循所謂的「君子協定」，指控其他反對黨長期以來利用此種默契牟取自身利益。
改革人民聯盟領袖林鼎形容選舉結果對反對陣營而言是「令人失望」的，並表示他誓言在下屆大選中強化政黨實力。他同時提及，將針對「一些無法解釋的事項」進行調查，並指稱在波東巴西單選區出現未簽名的票箱封條。
紅點同心黨領袖拉維·菲利蒙則尊重此次結果，並視之為一種鼓勵，他表示：「人民已經表態……新加坡仍有紅點聯盟這類政治力量的一席之地。」並祝賀新任總理黃循財，認為行動黨的勝選象徵著「沉重的責任」。
民主聯盟黨魁林瑞興表示，他從本次選舉中獲得鼓舞與動力，將持續投入社區工作。他並提出多項未來計畫，包括加強與社區的互動、調整政策方向、運用社群媒體擴大影響力，以及與其他政黨建立更穩固的聯盟，以更有效回應選民需求。
無黨籍候選人鄭永康與羅達瑞也表示，會持續透過平台關注地方與全國議題。鄭永康表示將參選下屆選舉，並承諾替蒙巴登與馬林百列的弱勢家庭發聲。
羅達瑞在選舉中比改革人民聯盟的庫馬高出16個百分點，他認為這顯示選民希望看到更有公信力的反對派候選人出現。
《海峽時報》的多位分析人士指出，選民對國會代表效能及地方事務治理的期望日益提高。新躍社科大學副教授施偉達表示，工人黨透過改善社區管理維持了選民支持。陳尤金則批評前進黨對基層治理的輕視態度，形容其立場「不可持續」。
米歇爾·昂進一步指出，即使是無黨籍候選人，只要具備在地認同感，在選舉中往往也能勝過某些反對黨的知名人士。

### 國際反應
- ：澳洲總理安東尼·艾班尼斯與黃循財互相祝賀彼此在各自選舉中取得的成果。[245]
- 马来西亚：黃循財接獲馬來西亞首相安華·依布拉欣透過電話與臉書的祝賀。[246][247]
- 印度尼西亞：印尼總統普拉博沃·蘇比安托在 X 平台上向黃循財致賀，並形容他的勝選是「信任、穩定與信心」的典範。副總統吉布蘭·拉卡布明·拉卡同樣祝賀黃循財勝選。[245][247][248]
- 中國：中國外交部發言人林劍於記者會上代表中國政府，向黃循財致以祝賀。[249]
- 日本：日本首相石破茂表示，希望與黃循財加強合作，深化日星兩國的堅實關係，迎接2026年兩國建交60週年的重要里程碑。
- 印度：印度總理納倫德拉·莫迪恭賀黃循財在大選中取得「壓倒性勝利」，並表示期待與他密切合作，進一步推進兩國的「全面戰略夥伴關係」。[250]
- 新西兰：紐西蘭總理克里斯托弗·盧克森在 X 平台上向黃循財表達祝賀，並指出兩國「擁有堅固而長久的友誼」。[251]
- 柬埔寨：柬埔寨首相洪瑪奈透過電話向黃循財致賀，並稱兩國關係是「持久友誼的鮮明象徵」。[252][253]
- 泰國：時任泰國首相貝東丹·欽那瓦祝賀黃循財取得「果斷的選舉勝利」。[254]
- 歐洲：歐盟執行委員會主席烏爾蘇拉·馮德萊恩向黃循財及人民行動黨表達勝選祝賀。[255]
- 英国：英國外交大臣大衛·拉米祝賀黃循財，並表示期待雙方在貿易、經濟增長及科技創新上進一步合作。[256]
- 加拿大：加拿大總理馬克·卡尼在 X 平台上祝賀黃循財勝選，並表示在全球局勢充滿挑戰之際，加拿大期待與新加坡進一步強化以經濟實力、創新及貿易合作為基礎的夥伴關係。[257]
- 爱沙尼亚：愛沙尼亞總理克里斯滕·米哈爾強調，兩國同為規模不大但創新能力突出的數位國家，未來希望在商業、網路安全及國防等領域深化合作。[258]
- 盧森堡：盧森堡首相呂克·弗里登稱兩國關係長久而緊密，並期盼在黃循財任內進一步鞏固這份友誼。[259]
- 法國：法國總統馬克龍形容新加坡是法國在亞洲的重要夥伴，並宣布將於五月對新加坡進行國事訪問，以深化雙邊關係。[260]
- 乌克兰：烏克蘭總統澤倫斯基指出，這場勝選是人民對其領導的強烈信任，並感謝新加坡在國際法上的立場，期待推動烏星合作。[261][262]
- 臺灣：台灣總統賴清德表示，期待與新加坡在貿易、文化交流等領域展開更多合作，共同促進區域繁榮與穩定。
- 越南：越共中央總書記蘇林與越南總理范明政同樣向黃循財表達祝賀。[263]

## 政府組建
黃循財表示，他當前的首要任務是籌組新內閣，並透露將會「適時」透過記者會對外公布，隨後舉行宣誓就職儀式。他也提到，職總秘書長黃志明有望入閣，理由是歷屆內閣中，勞工領袖一向扮演重要角色，具備先例可循。
然而，在一張黃志明與被定罪的洗錢犯蘇劍鋒的合照在網路上流傳後，黃志明於5月6日主動請辭內閣職務，並請求黃循財勿任命其入閣。同時，他也為2017年在教育部一場對話會上對公務員發表的「不敬言論」致歉。
5月5日，黃循財另宣布，反對黨領袖畢丹星將繼續擔任該職務。
5月19日，工人黨宣布蒋佩姗與劉宇揚將接受擔任非選區議員職位，並於同日獲得選舉官韓良憲確認。
5月21日，黃循財公布新內閣人事名單。此次改組中任命三位協調部長，顏金勇為唯一副總理。陳振聲出任國防部長及公共服務統籌部長，李智陞接掌教育部，徐芳達擔任國家發展部長。王乙康出任社會政策統籌部長，尚穆根則擔任國家安全統籌部長，同時由唐振輝接任律政部長，並兼任內政部第二部長。費紹爾則晉升為內政部高級政務部長兼掌主管回教事務部長。

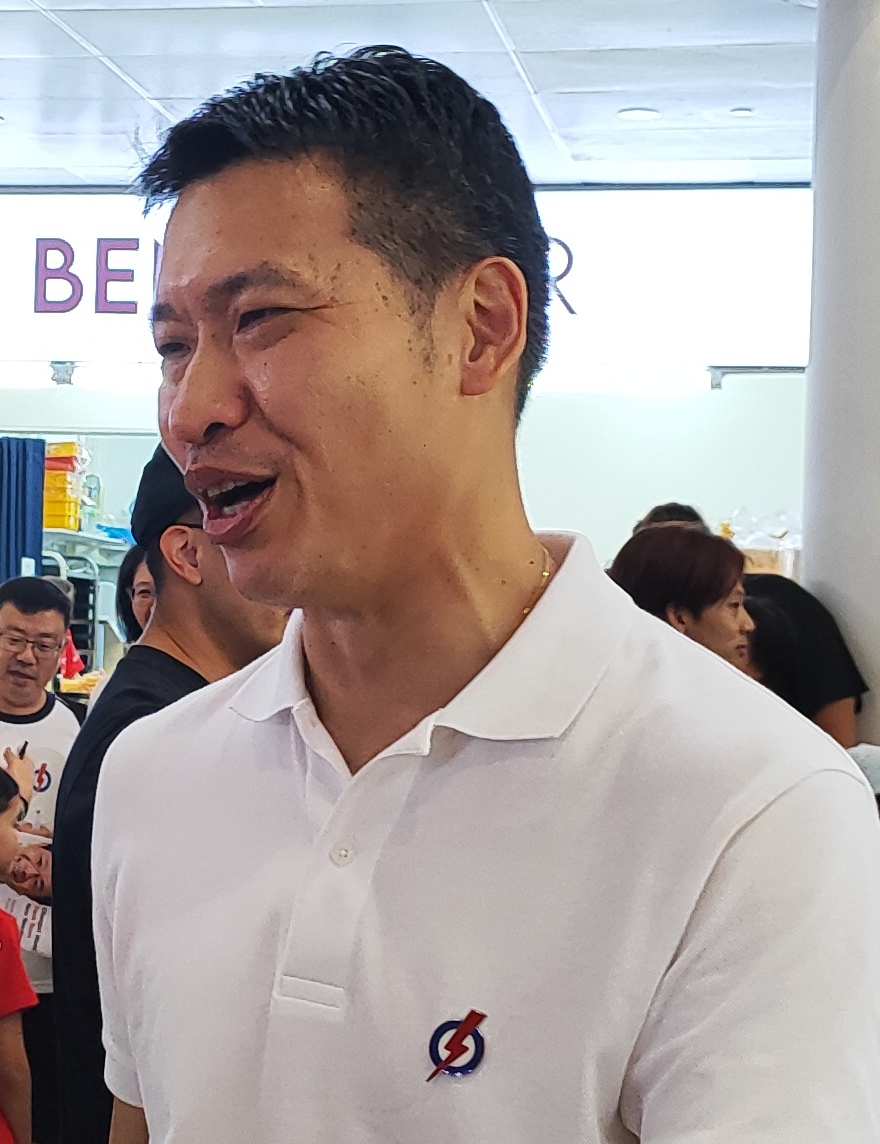
新國會議員梁振伟

新當選國會議員萧振祥與梁振伟分別獲任命為交通部及文化、社區與青年部的代理部長。
黃循財補充表示，黃志明未被納入新內閣屬「暫時性安排」，並強調仍希望不久後能讓其加入內閣團隊。

### 議會開幕
新加坡第十五届国会預計於2025年9月5日由總統尚達曼主持開幕。本屆國會共有97個席次，由行動黨與工人黨獲得代表席位，另有兩個由工人黨擔任的非選區議員席次。預料謝健平將再度被提名為國會議長，而英蘭妮則會依照黃循財總理的指定繼續出任國會領袖。

## 備註
1. ↑  兩名皆為非選區議員
2. 1 2  包含兩名非選區議員

1. ↑  這裡指的是秘書長。
2. ↑  不包括非選區議員。
3. ↑  15個單選區和18個集選區。
4. ↑  2017年總統選舉的投票日定於2017年9月23日，星期六。然而，那次選舉沒有競爭對手。
5. ↑  上屆馬林百列集選區上次在大選中不戰而勝是在2006年，自1997年以來，該集選區已連續舉行了三屆大選。
6. ↑  2011年總統大選與2013年補選同樣呈現四角之爭。
7. ↑  2025年2月7日，易华仁获准居家服刑。[50]
8. ↑  根據憲法與選舉局說明，若一人因單一罪名被判罰款新幣10,000元以上或一年以上監禁，將喪失議席並被禁止參選五年，除非獲總統特赦。上一次出現類似情況的是惹耶勒納姆，他在1986年被判刑，其中一項罰款超過新幣2,000元，並被判監三個月，導致失去安順單選區議席。
9. ↑  10海外投票所位於阿拉伯聯合大公國杜拜；英國倫敦；日本東京；美國華盛頓特區、舊金山和紐約市；中國北京、香港和上海；以及澳洲坎培拉
10. ↑  不包含非選區席次